# NGC 4035
NGC 4035 is een balkspiraalstelsel in het sterrenbeeld Raaf. Het hemelobject werd op 8 februari 1785 ontdekt door de Duits-Britse astronoom William Herschel.

## Synoniemen
- MCG -3-31-10
- 1SZ 122
- IRAS 11579-1540
- PGC 37853